# فرد هالستيد
فرد هالستيد هو سياسي أمريكي، ولد في 21 أبريل 1927، وتوفي في 2 يونيو 1988 في لوس أنجلوس في الولايات المتحدة.